# Митридат III (Партия)
Митридат III е владетел на Партия от династията на Арсакидите. Управлява от 57 пр.н.е. до 54 пр.н.е..
Син на Фраат III когото убива и наследява заедно с брат си Ород II. Митридат III управлява след това в Медия, но скоро е нападнат от брат си и е изгонен. Намира убежище при римляните в Сирия, след което получава тяхната подкрепа и нахлува начело на армия в Месопотамия, но в крайна сметка е разбит при Селевкия, пленен и убит.